# Unione Sportiva Catanese
Unione Sportiva Catanese fu una società polisportiva italiana di Catania, attiva prevalentemente nel calcio.
Sorta nel 1910 dalla scissione dalla Pro Patria Catania, fu la prima squadra di calcio catanese a partecipare a un torneo ufficiale, in Seconda Divisione 1921-22 (un'altra società etnea omonima ma ritenuta distinta fu, poi, attiva tra il 1944 e il 1945 e disputò il Campionato siciliano).
Benché l'almanacco Panini e la rivista Calcio 2000 pongono questa compagine in continuità con il Calcio Catania. 

## Storia

### Dalla Pro Patria Catania all'Unione Sportiva Catanese
L'Unione Sportiva Catanese fu fondata nel 1910 su iniziativa di alcuni giocatori della Pro Patria Catania, sezione calcistica dell'Associazione Pro Educazione Fisica, polisportiva catanese fondata due anni prima. Tra i soci fondatori vi furono infatti il barone Gaetano Ventimiglia, Nino Caccamo, Carmelo Cocuzza, Nino Lazzaro e Alberto Pappalardo. La nuova società, la cui direzione fu affidata al sig. Consiglio, ebbe sede in piazza Trento e i colori sociali furono il bianco e il verde. Era soprannominata ironicamente dai catanesi "società del pertugio", per via dell'esigua dimensione dei locali che ospitavano la sede.
Dalla Pro Patria provenivano altri giocatori che formarono la sua prima rosa, quali Vito Cariaggio, Vito Fresta, Stellario Gregorio, Max Huber, Rodolfo Nicotra, Luigi Spedini. A differenza della Pro Patria, l'US Catanese non si limitò a disputare incontri con rappresentative di marinai, ma disputò anche i primi tornei di calcio che venivano organizzati in ambito locale: nel 1911 partecipò alla prima edizione della Coppa Sant'Agata, dove perse gran parte delle partite; nel 1912 prese parte alla prestigiosa Coppa Lipton, in cui subì una pesante sconfitta per 6-0 ad opera del Palermo nella seconda gara eliminatoria; nel 1914 giocò in casa la Coppa Agordat, persa contro la Garibaldi Messina per 3-2. Sempre nel 1914, la Catanese partecipò ad un quadrangolare che si svolse a Carlentini, organizzato da una nobildonna cittadina denominato "Marchesa Riso", assieme alla Carlentinese, la Leonzio e il Megara Augusta; il torneo fu vinto dal club lentinese che si aggiudicò la medaglia d'oro. A quell'anno risale pure la vittoria conseguita dalla formazione unionista per 6-1 in amichevole ai danni della squadra della corazzata Vettor Pisani, vincitrice del campionato della Regia Marina.
Nel 1915 l'Italia fece il suo ingresso nella prima guerra mondiale, ed in conseguenza di ciò nel paese furono sospese tutte le attività sportive. Molti dei componenti della squadra della Catanese - che venne nel frattempo sciolta - furono chiamati alle armi, alcuni dei quali morirono al fronte, come Nino Lazzaro, Rodolfo Nicotra, Luigi Spedini e Vincenzo Spedini: quest'ultimo, inquadrato nel 7º Reggimento bersaglieri con il grado di sottotenente, morì a 23 anni nel 1916 sulla Val di Ledro per le ferite riportate e fu decorato Medaglia d’argento al valor militare.

### La rifondazione
Alla conclusione degli eventi bellici, ripresero le attività sportive e l'US Catanese venne ricostituita nel 1919; alla presidenza Ruggero Albanese, sportivo catanese, già simpatizzante della Pro Patria; campo di gioco della nuova Catanese fu invece quello del Dopolavoro Ferroviario in via Acquicella. Le attività ufficiali della Catanese - che si pose fin da subito come la maggiore società sportiva della città etnea in termini di prestigio e attività agonistica - ripresero nel 1920 con la partecipazione all'unica edizione della Coppa Federale Siciliana assieme a Palermo, Messinese e Marsala, svoltasi per l'esclusione delle squadre siciliane dai campionati nazionali e vinta dai palermitani. In questo torneo, la Catanese venne sconfitta alle semifinali di andata e ritorno contro la Messinese, rispettivamente per 9-1 in trasferta e per 2-6 in casa.
Affiliatasi alla CCI, la Catanese prese parte al campionato di Seconda Divisione Siciliana 1921-1922, piazzandosi ultima nella fase eliminatoria. In seguito, salvo che nella stagione 1924-25 in Seconda Divisione Siciliana - in cui fu eliminata al primo turno - la Catanese non prese parte a nessun campionato ufficiale FIGC, esclusa per inadempienze economiche o per l'inadeguatezza strutturale del campo di gioco: tornata a disputare le sue gare in piazza d'Armi, quest'ultimo si presentava privo di tribune.
Nelle stagioni 1927-28 e 1928-29, la Catanese partecipò alle due edizioni del "Campionato Catanese", di cui vinse la seconda.
I giocatori più rappresentativi della Catanese negli anni venti, furono il portiere Calogero Di Maira, i difensori Giuseppe Pomara, Enzo Longo e Angelo Sciuto, i centrocampisti Giovanni Di Mino e Cesare Mazzone, l'attaccante Piero Spedini.
Oltre al calcio, l'USC si occupava anche di altre discipline sportive, quali il ciclismo, il pugilato, l'atletica leggera, l'automobilismo e la lotta.

### La dissoluzione e la nascita della Società Sportiva Catania
Le autorità fasciste, attraverso la FIGC presieduta dal gerarca Leandro Arpinati, imposero ad ogni città italiana la fusione delle varie società di calcio presenti in ognuna per formarne una sola, come previsto dalla Carta di Viareggio del 1926: al termine del Campionato Catanese furono sciolte tutte le compagini calcistiche della città etnea, tra cui la stessa US Catanese.
Nel 1929, il cav. Ruggero Albanese, il barone Saverio Gravina - rispettivamente presidenti dell'Unione Sportiva Catanese e della Società Sportiva Juventus Catania, le due maggiori squadre calcistiche catanesi disciolte - ed il dott. Alberto Pappalardo - già giocatore della formazione unionista - costituirono la locale sezione dell'Ente Sportivo della Federazione Fascista, attraverso cui venne fondata la Società Sportiva Catania.

### L'Unione Sportiva Catanese del 1944-45
L'occupazione alleata della Sicilia nel 1943, causò il ritiro dalle competizioni professionistiche di tutte le società siciliane, tra cui l'Associazione Fascista Calcio Catania, che oltre che essere ritirata fu persino sciolta. A Catania sorsero altre società calcistiche, tra queste vi fu la fondazione di una nuova Unione Sportiva Catanese, su iniziativa del Cav. Albanese. La nuova Catanese, che con la precedente società etnea fondata negli anni dieci condivideva solo la denominazione sociale, non essendovi alcuna continuità storica con essa, ingaggiò alcuni giocatori della dissolta AFC Catania, quali il portiere Carmelo Caruso, i difensori Gaetano Cicerano e Adolfo Gentile, il centrocampista Giuseppe Fardella e l'attaccante Umberto Marcoccio.
La nuova società partecipò al Campionato siciliano disputatosi nella stagione 1944-45 e venne inserita nel girone C assieme all'Arsenale Messina, l'Elefante Catania, la Jonia, la Liberi Provinciale e la Leonzio. Piazzatasi al secondo posto alle spalle dei messinesi, la Catanese si qualificò al successivo girone B di semifinale, in cui incrociò la SPAL Caltanissetta ed il Siracusa, ma non riuscì a qualificarsi al girone finale, essendosi piazzata terza dopo i nisseni e gli aretusei.
Alla fine del torneo, tre delle quattro squadre catanesi che vi parteciparono, la Catanese, l'Elefante Catania e l'Etna Catania, si fusero e diedero vita ad una nuova società denominata Unione Sportiva Catanese Elefante.